# ハロルド・パーフィット
ハロルド・ロバート・パーフィット（Harold Robert Parfitt、1921年8月6日 - 2006年5月21日）は、アメリカ合衆国の軍人、技術者である。最終階級はアメリカ陸軍少将。パナマ運河地帯最後の総督であった。
ペンシルベニア州でウィリアム・パーフィット、エリザベス・パターソン・パーフィット夫妻の間に生まれた。1943年に陸軍士官学校、1948年にマサチューセッツ工科大学、1955年にアメリカ陸軍指揮幕僚大学、1962年にカナダ国立防衛大学 (Canadian National Defense College ) 、1967年にハーヴァード大学の上級マネジメントプログラム (advanced management program) を卒業している。
1943年に士官学校を卒業後、陸軍少尉として任官。第二次世界大戦、朝鮮戦争、ベトナム戦争に従軍し、1971年までに少将へ昇格した。殊勲章（en:Distinguished Service Medal (United States)）を二度、戦功章 (en:Legion of Merit)  を二度、パープルハート章を一度獲得している。
1962年から1965年までアメリカ陸軍工兵司令部南大西洋師団に所属しフロリダ州ジャクソンビルを担当。1965年から1968年までパナマ運河地帯の副総督とパナマ運河会社の副社長を兼務。1968年から1969年までベトナムで第20工兵旅団の指揮官となり、1969年から1973年まで南西部師団に所属しテキサス州ダラスを担当。1973年から1975年までヴァージニア州のフォート・ベルボア基地にあったエンジニアリングセンターの司令官と工兵学校の校長を兼務した。
1975年4月1日にパナマ運河地帯総督に任命されたが、1977年にオマル・トリホス将軍とジミー・カーター大統領との間でトリホス・カーター条約が締結され、1903年のヘイ・エラン条約から続いてきたパナマ運河における不平等条約が破棄され、アメリカ合衆国とパナマの代表によるパナマ運河委員会が運河の運営管理を行うことになった。1979年9月30日までその地位にあり、アメリカ合衆国統治下におけるパナマ運河地帯最後の総督となった。ゾーニアンと呼ばれるパナマ運河地帯に居住するアメリカ人たちはこの条約に抗議し、パーフィットも個人的にはアメリカ合衆国のパナマ運河地帯からの撤退に反対であったが、アメリカ人労働者の不安や怒りをなだめ、可能な限り穏便なやり方で統治機構の解体を監督した。
1979年に退役し、2006年5月にダラスで死去。1955年5月にパトリシア・ローズ・スカリーと結婚し、娘の一人はジョージ・W・ブッシュ政権下で国務次官（公共外交・広報担当）を務めたカレン・ヒューズである。